# Giorno dell'indipendenza dell'Eritrea
Il Giorno dell'indipendenza dell'Eritrea (in tigrino መዓልቲ ናጽነት) è la ricorrenza nazionale dell'Eritrea. Si celebra il 24 maggio di ogni anno e commemora la solenne indipendenza del paese eritreo dall'Etiopia, de facto nel 1991 e de jure nel 1993.

## Indipendenza dell'Eritrea
Durante la lotta per l'indipendenza si distinsero, tra gli altri, il politico Isaias Afewerki e il Fronte di Liberazione del Popolo Eritreo. L'obiettivo fondamentale del Fronte di Liberazione fu l'indipendenza della nazione eritrea e l'instaurazione di una propria sovranitá statale.
La lotta per l'indipendenza del popolo eritreo fu preceduta dalla guerra d'indipendenza dell'Eritrea contro l'Etiopia che si concluse con la vittoria eritrea e la conseguente proclamazione dell'indipendenza nel 1993, a seguito di Referendum popolare. In Etiopia, invece, venne proclamata una repubblica federale a scapito della precedente Repubblica Popolare Democratica d'Etiopia.
La ricorrenza viene celebrata con feste nelle principali piazze del paese, discorsi pubblici e giochi pirotecnici.
L'Eritrea fu la prima colonia del Regno d'Italia in Africa, con il nome di Colonia eritrea (istituita nel 1890 con re Umberto I) e fu il crocevia delle vicende coloniali dell'Italia in Africa assieme all'Etiopia, durante la prima metà del XX secolo.